# DOROBON
『DOROBON』（ドロボン）は、2002年12月18日に歌手のUAが発売した15枚目のシングル。

## 解説
- 『泥棒』に収録されている同名曲を様々なリミックスで収録。
- 「（独白）」には岸田今日子による詞の朗読が収められている。

## 収録曲
| #         | タイトル                                     | 作詞  | 作曲・編曲 | 時間 |
| --------- | -------------------------------------------- | ----- | ---------- | ---- |
| 1.        | 「泥棒」                                     |       |            | 3:25 |
| 2.        | 「泥棒（超形而上学的えせジャズ・ミックス）」 |       |            | 4:39 |
| 3.        | 「泥棒（独白）」                             |       |            | 1:20 |
| 4.        | 「泥棒（表参道の怪獣)」                      |       |            | 3:53 |
| 5.        | 「泥棒（Ma Cheeda）」                        |       |            | 2:58 |
| 合計時間: | 合計時間:                                    | 16:15 |            |      |

## クレジット[3]

### 泥棒
- 作曲 : ASA-CHANG、鈴木正人
- 作詞 : UA
- ベース : 鈴木正人
- ドラム : ASA-CHANG
- ギター : 名越由貴夫
- キーボード : 朝本浩文
- プロデューサー : ASA-CHANG & UA
- レコーディング & ミキシング・エンジニア：日下貴世志
- ビデオディレクター：生西康典、掛川康典
- Recorded and mixed at Victor/JVC Studios and Freedom Studios.

### 泥棒 (超形而上学的えせジャズ・ミックス)
- コーディネーター : Marc Zermati（英語版）
- Performer(Electric-bottle-guitar) : General Alcazari（フランス語版）
- トイピアノ、トランジスタードラム、一弦ベース : パスカル・コムラード
- プロデューサー：パスカル・コムラード & UA
- 録音：General Alcazari（フランス語版）
- Recorded at Borderline Studio (2002).
- Mixed at Studio des Aviateurs, Paris, France (October 2002)

### 泥棒 (独白)
- 独白：岸田今日子
- プロデューサー：UA
- 録音：池田新治郎
- Recorded at Victor/JVC Studios.

### 泥棒（表参道の怪獣)
- 1stチェロ：徳澤青弦
- 2ndチェロ：谷口楽典
- コーディネーター：納屋和貴
- バスフルート：斎藤和志
- ハープ：篠田恵理
- ハープシコード：Meiko Masuda
- ティンパニ、(サンダーマシーン、ヴィブラスラップ、スネアドラム) : 稲野珠緒
- トロンボーン：加藤直明
- トランペット：上田仁、長谷川智之、松居洋輔
- ヴィオラ：入江茜
- 1stヴァイオリン：岡村美央
- 2ndヴァイオリン：岡さおり
- プロデューサー & 編曲 & 指揮者：Pirami
- レコーディング & ミキシング・エンジニア：池田新治郎
- Recorded and mixed at Hitokuchi-Zaka Studios

### 泥棒（Ma Cheeda)
- リミックス：KUKNACKE
- プロデューサー：UA

### パッケージ
- マスタリング：オノ セイゲン
- Mastered at Saidera Mastering.
- アートディレクション & デザイン：Zoren Gold & Minori Murakami
- アートディレクション & イラスト：Q-Con 近藤達弥
- デザイン：中川優
- デザインアシスタント：石森康子
- コーディネーター： 鈴木栄子、中尾健二

## リリース日一覧
| 地域 | リリース日     | レーベル          | 規格             | 規格品番   | 備考 |
| ---- | -------------- | ----------------- | ---------------- | ---------- | ---- |
| 日本 | 2002年12月18日 | SPEEDSTAR RECORDS | マキシ・シングル | VICL-35454 |      |
| 日本 | 2007年8月22日  | SPEEDSTAR RECORDS | 音楽配信         | -          |      |

### 音楽配信
- DOROBON - mora
- DOROBON - AWA
- DOROBON - YouTube Music プレイリスト
- DOROBON - Spotify
- DOROBON - Apple Music